# Montoulieu (Ariège)
Montoulieu é uma comuna francesa na região administrativa de Occitânia, no departamento de Ariège.